# Melancholy Madeline
Melancholy Madeline – singel amerykańskiego gitarzysty jazzowego Oscara Moore’a oraz zespołu Johnny Moore’s Three Blazers, wydany przez kalifornijską wytwórnię fonograficzną Atlas Records w 1945.
Wytwórnia Atlas na kolejnym singlu Oscara Moore’a umieściła dwa utwory, które wydała już wcześniej. Z dotychczasowych singli wybrano nagrania z udziałem wokalistów, tworząc w ten sposób nowy produkt. Na stronie A umieszczono utwór "Melancholy Madeline", śpiewany przez Frankie Laine'a. Nagranie to było wcześniej stroną B singla Fugue in C Major (Atlas OM 107). Strona B to śpiewane przez Charliego Browne'a "Tell Me You’ll Wait for Me". Utwór był wcześniej stroną A na singlu Atlasu OM 110. 10-calową monofoniczną płytę odtwarzaną z prędkością 78 obr./min. wydała prowadzona przez Roberta Schermana wytwórnia Atlas (OM 122).

## Muzycy
- Charlie Brown – śpiew (B), fortepian
- Johnny Moore – gitara
- Oscar Moore – gitara
- Eddie Williams – kontrabas
- Frankie Laine  – śpiew (A)

## Lista utworów
1. "Melancholy Madeline" (Robert Scherman), wokalista: Frankie Laine
2. "Tell Me You’ll Wait for Me" (Oscar Moore, Charles Brown), wokalista: Charles Brown